# Joe Skeen

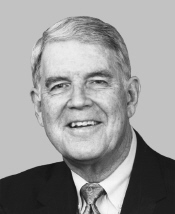
Joe Skeen

Joseph Richard „Joe“ Skeen (* 30. Juni 1927 in Roswell, New Mexico; † 7. Dezember 2003 ebenda) war ein US-amerikanischer Politiker. Zwischen 1980 und 2003 vertrat er den zweiten Wahlbezirk des Bundesstaates New Mexico im US-Repräsentantenhaus.

## Frühe Jahre
Noch in seiner Jugend zog Joe Skeen mit seinen Eltern nach Seattle. Dort besuchte er bis 1944 die O’Dea High School. Im letzten Jahr des Zweiten Weltkriegs war er Soldat in der US-Marine. Danach setzte er seine Ausbildung mit einem Studium an der Texas A&M University fort. Später bewirtschaftete er eine Ranch.

## Politische Laufbahn
Joe Skeen wurde Mitglied der Republikanischen Partei. Zwischen 1962 und 1965 war er Vorsitzender der Partei in New Mexico, von 1960 bis 1970 gehörte er dem Staatssenat an. 1964 war er Delegierter zur Republican National Convention. 1970 kandidierte er erfolglos für das Amt des Vizegouverneurs von New Mexico. In den Jahren 1974 und 1978 wurde er bei den Gouverneurswahlen jeweils knapp geschlagen.
Nach dem Tod von Harold L. Runnels wurde Skeen als dessen Nachfolger in das US-Repräsentantenhaus gewählt. Zwischen 1980 und 2000 wurde er in den Kongresswahlen jeweils in seinem Amt bestätigt. Im Jahr 1997 gab Skeen bekannt, dass er an der Parkinson-Krankheit leide. Aus diesem Grund verzichtete er bei den Wahlen des Jahres 2002 auf eine weitere Kandidatur. Seine Amtszeit im Kongress endete am 3. Januar 2003. Sein Sitz fiel danach an Steve Pearce. Joe Skeen starb elf Monate nach dem Ende seiner politischen Tätigkeit in seinem Geburtsort Roswell.